# Touit surdus
Touit surdus là một loài chim trong họ Psittacidae.